# Festung Ostrovica
Die Festung Ostrovica [Ostrowitza] ist eine in der südkroatischen Ortschaft Ostrovica gelegene Burgruine. Sie befindet sich auf einem Hügel im Randbereich zwischen historischen Regionen Ravni kotari und Bukovica. Einmal eine der wichtigsten Festungen in Kroatien, als Schlüssel zur Stadt Zadar bekannt, wurde sie während der venezianisch-osmanischen Kriege in der zweiten Hälfte des 17. Jahrhunderts praktisch dem Erdboden gleichgemacht, so dass nur einige Ruinenüberreste bis heute erhalten geblieben sind.

## Geschichtlicher Überblick
Die erste Erwähnung der Festung, nach dem bekannten kroatischen Historiker Vjekoslav Klaić, erfolgte in der zweiten Hälfte des 12. Jahrhunderts, als der byzantinische Geschichtsschreiber Johannes Kinnamos die vom Kaiser Manuel I Komnenos eroberten kroatischen Orte aufzählte, unter anderen Split, Trogir, Šibenik, Skradin und Ostrovica. Die zweite Erwähnung datiert aus der Zeit um das Ende des 12. Jahrhunderts, als der damalige Herzog und spätere kroatisch-ungarische König Andreas II von Arpad nach einem Feldzug 1198 mit seinen Truppen in der Nähe von castrum Ostrovica lagerte.
Bis 1347 war die Festung sowie die ganze Gespanschaft Bribir im Besitz des Fürsten-Adelsgeschlechts Šubić. Nach dem Tod von Pavao (Paul) II. Šubić von Bribir 1346, übernahmen sein minderjähriger Sohn Juraj (Georg) III. und dessen Onkel und Vormund Grgur (Gregor) V. – Pauls jüngerer Bruder – die Festung. Bald aber forderte König Ludwig von Anjou, die strategisch wichtige Ostrovica zu übernehmen, um den Krieg gegen die Venezianer erfolgreicher zu führen. Im Austausch gab er dem Juraj III. die weit entfernte Herrschaft Zrin im damaligen Slawonien und bestätigte dies in einer Urkunde vom 31. Juli 1347.
König Ludwig gelang es etwas später, ganz Dalmatien von den Venezianer zu befreien, was mit dem Friedensvertrag von Zadar 1358 bestätigt wurde. Ostrovica blieb die ganze Zeit ein bedeutender militärischer Stützpunkt des Königs. Schon seit antiken Zeiten ermöglichte sie eine umfassende Kontrolle über die Verkehrswege, die sich dort kreuzen, nämlich die den Norden mit dem Süden verbindende Verbindung Siscia–Salona sowie der den Osten und Westen verknüpfende Weg Knin–Zadar (lateinisch Iadera /Jadera/), wobei sie den östlichen Zugang nach Zadar, der wichtigsten Stadt der Region im 14. Jahrhundert, verteidigte. Nach Ludwigs Tod wechselten die Besitzer der Festung oft, so dass sie sogar zwischen 1388 und 1391 in die Hände des mächtigen bosnischen König Stjepan Tvrtko I. Kotromanić kam. Während des 15. Jahrhunderts befand sie sich einige Zeit im Besitz der zurückkehrenden Venezianer, die zwischenzeitlich (1409) ganz Dalmatien vom König Ladislaus von Neapel für 100.000 Dukaten kauften.
Nach dem Fall Bosniens 1463 in türkische Hände war die Festung immer mehr vom Expansionismus des Osmanischen Reichs bedroht, blieb aber bis 1523 ein Bestandteil des kroatischen Territoriums. Erst nach erbitterten Kämpfen gelang es den Türken sie zu erobern. In den nächsten Jahrzehnten befand sie sich fast immer im Randgebiet zwischen der osmanischen und venezianischen Grenze im damaligen Kroatien und wechselte mehrmals den Besitzer.
So umkämpft wurde die Festung in der zweiten Hälfte des 17. Jahrhunderts zerstört. Es ist bekannt, dass sie noch 1671 existierte, als Stojan Janković ihr venezianischer militärischer Befehlshaber war. Er war berühmt als unversöhnlicher Gegner der Osmanen. Etwas später wurde die Festung dem Erdboden gleichgemacht, so dass bis heute auf dem flachen Plateau oberhalb des steilen Felsens Ostrovicas nur einige Überreste erhalten geblieben sind, darunter Teile der steinigen Zisterne, eine Steintreppe und Fragmente von gotischer Glasurkeramik.

## Fotos

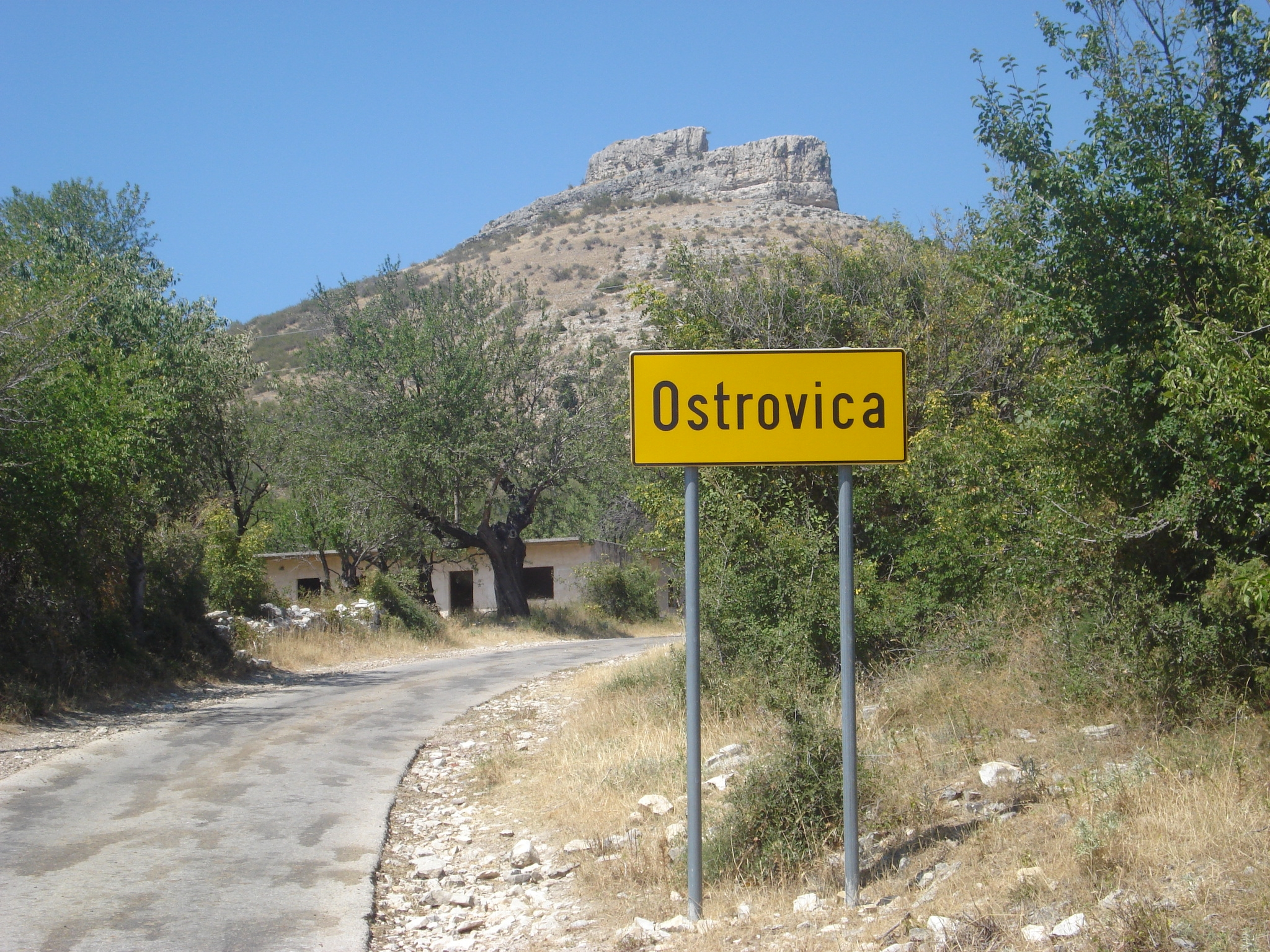
Ortstafel Ostrovicas mit dem steilen Fels im Hintergrund (Südseite)
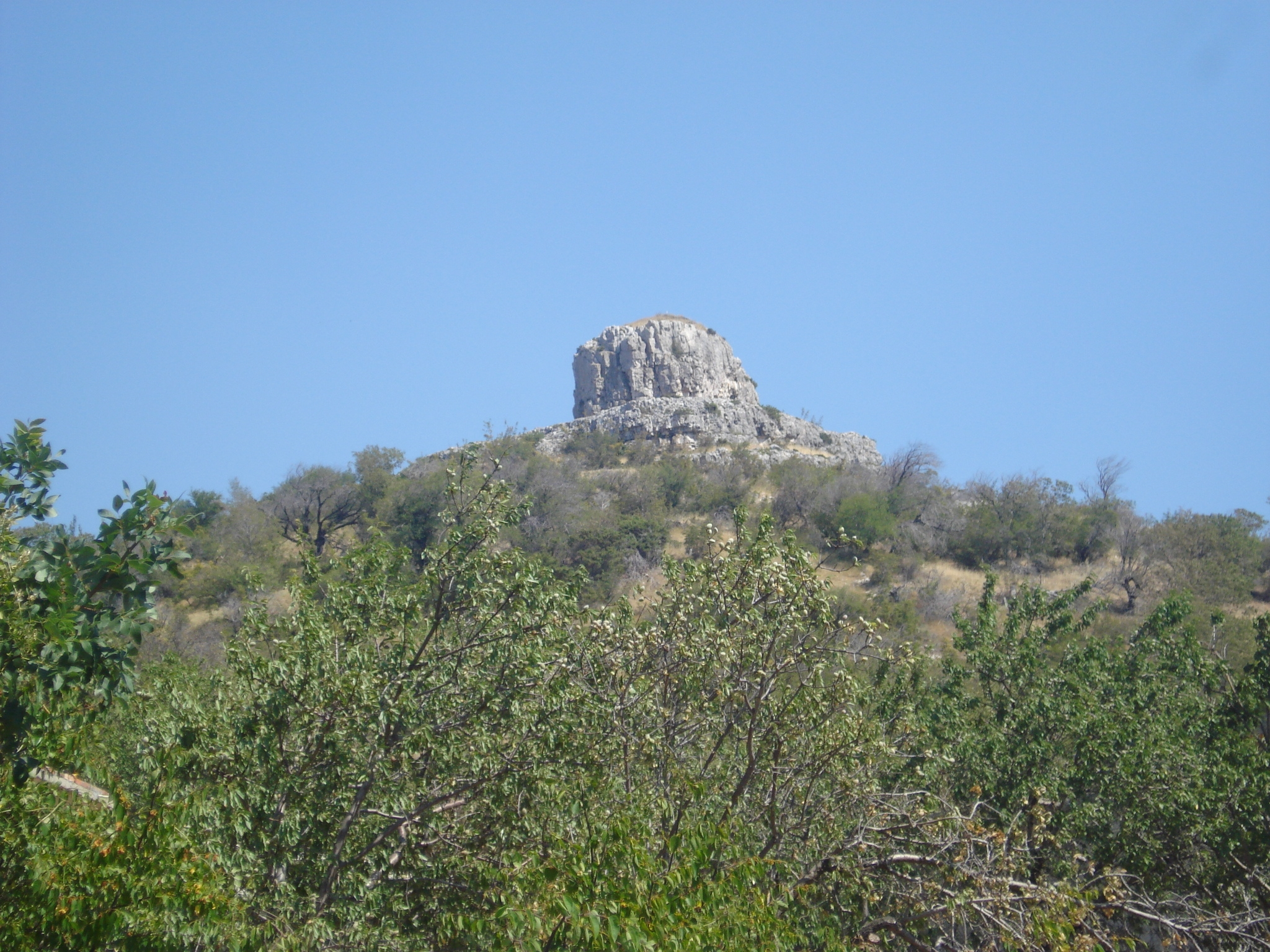
Blick vom Westen
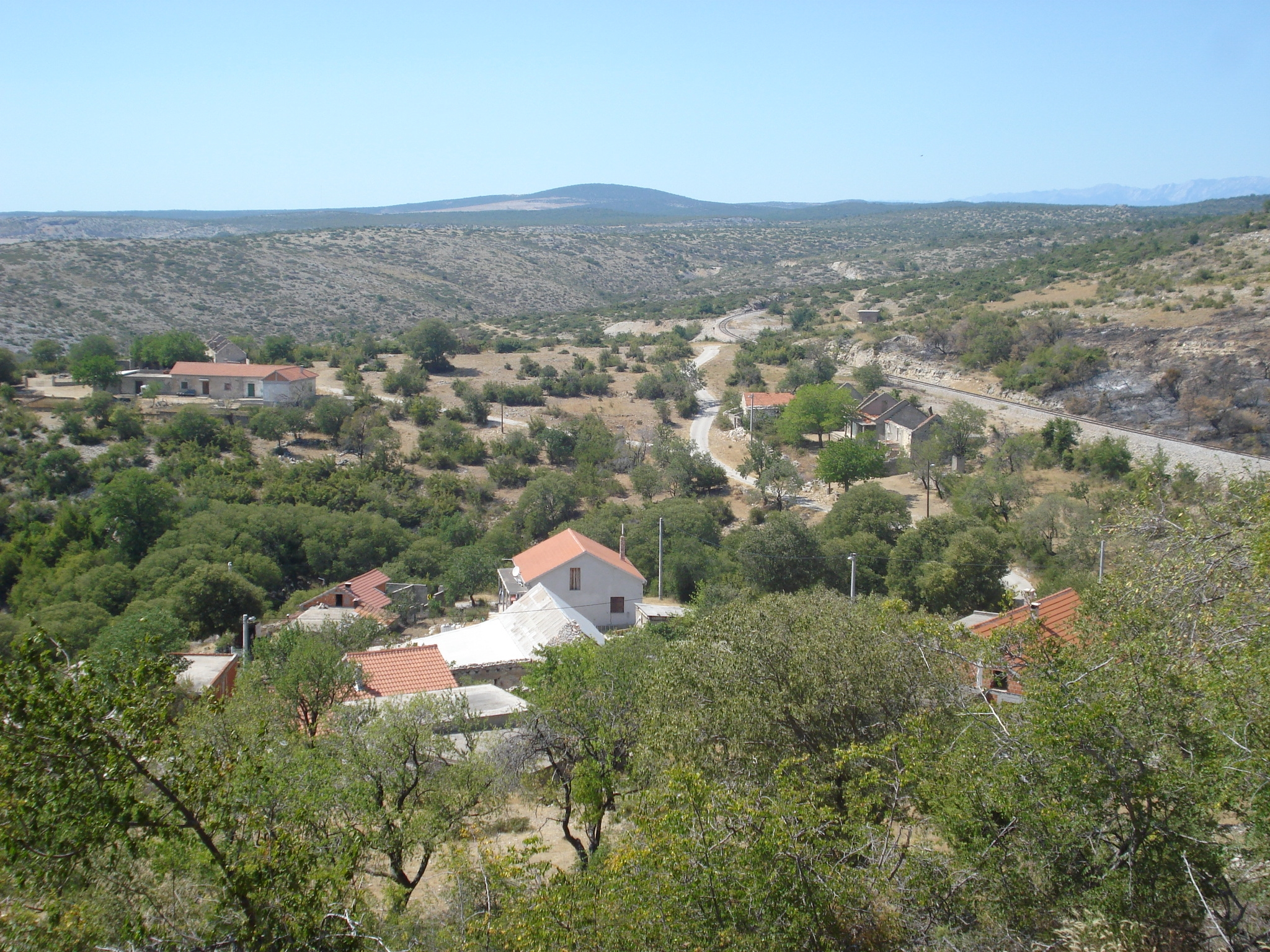
Blick vom Hügel Ostrovicas nach Westen